# Chien-Shiung Wu
Chien-Shiung Wu (Shanghai, 31 mei 1912 – New York, 16 februari 1997) was een Chinees-Amerikaanse natuurkundige die de schending van pariteitsymmetrie aantoonde. Ze werkte onder andere aan het Manhattanproject (voor het verrijken van uranium) en ze ontving de Wolfprijs in 1978.

## China
Hoewel haar familie uit Taicang in de provincie Jiangsu komt, is Wu geboren in Shanghai. Haar vader, Wu Zhongyi, was een voorstander van gelijke rechten voor vrouwen, en was de oprichter van de Mingde Vocational Continuing School for Women, waar Chien-Shiung naar school ging tot ze op haar elfde naar de Suzhou Lerarenopleiding voor Vrouwen nummer Twee ging. Wu's moeder was Fan Fuhua.
In 1929 werd zij toegelaten tot de Nationale Centrale Universiteit in Nanjing. Het was in die tijd voorschrift dat studenten van de normaalschool die naar de universiteit wilden, eerst een jaar onderwijs moesten geven. Dit deed zij op de door Hu Shi opgerichte Openbare School van China in Shanghai. Van 1930 tot 1934 studeerde zij aan de natuurkunde-afdeling van de Centrale Universiteit (na 1949 de Universiteit van Nanjing genoemd). Voor twee jaren na haar afstuderen, werkte zij met nog een vrouwelijke onderzoeker, Jing Weijing, aan deze universiteit.

## Verenigde Staten

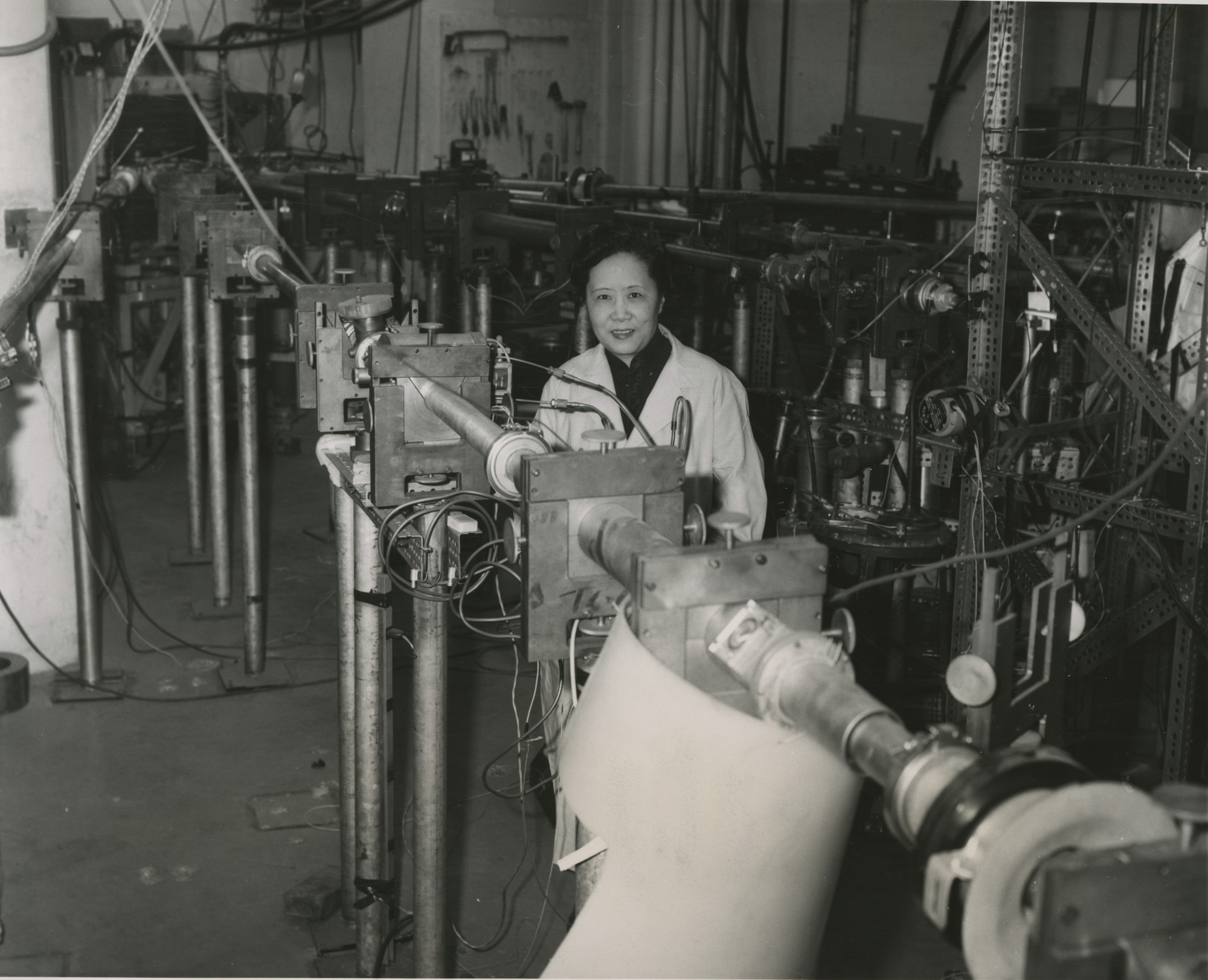
Chien-Shiung Wu in 1963.

In 1936 verhuisde Chien-Shiung Wu samen met een vriendin, Dong Ruofen, een scheikundige uit Taicang, naar de VS. Wu studeerde aan de Universiteit van Californië te Berkeley, waar ze in 1940 haar Ph.D. haalde. Twee jaar later trouwde ze met Luke Chia-Liu Yuan, ook een natuurkundige. Ze kregen een zoon, Vincent, die later ook natuurkundige werd. De familie verhuisde naar het oosten van de VS, waar Wu doceerde aan Smith College, de Universiteit van Princeton en Columbia University (1957). Aan het NIST-instituut in de VS zette zij vervolgens het Wu-experiment op. Ze won in 1975 de National Medal of Science, en in 1978 de eerste Wolfprijs voor natuurkunde.
Verder was Wu de eerste vrouw die:
- Doceerde aan de natuurkunde-afdeling van de Universiteit van Princeton.
- Een eredoctoraat kreeg van Princeton.
- President werd van The American Physical Society (in 1975).

## Ontdekking pariteitschending zwakke kernkracht

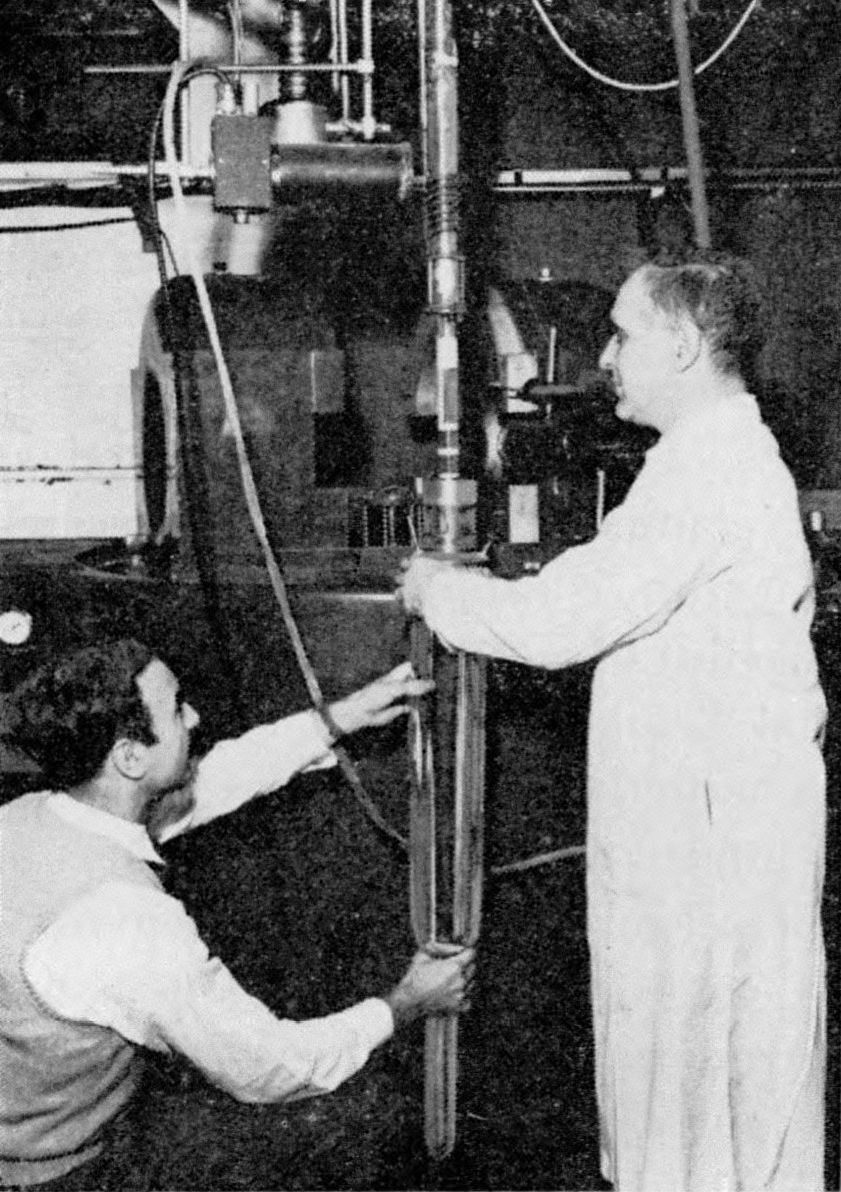
Het Wu-experiment wordt opgezet, onder leiding van Chien-Shiung Wu in NIST (VS).

Wu ontdekte de pariteitsschending in de zwakke kernkracht in 1956. Het was in die tijd algemeen aangenomen dat pariteit wèl behouden was. Chen Ning Yang en Tsung-Dao Lee vermoedden echter op theoretische gronden dat het mogelijk was dat pariteit niet behouden was bij de zwakke wisselwerking (die een rol speelt in bètaverval), en Wu stelde aan Lee een methode voor om dit experimenteel te toetsen, met het zogenaamde Wu-experiment. Met dit experiment slaagde Wu er inderdaad in aan te tonen dat pariteitsbehoud geschonden werd bij bètaverval van kobalt-60, en dus dat pariteit geen behouden kenmerk was in de natuur. Dit leverde Yang en Lee de Nobelprijs voor de Natuurkunde op in 1957. Wu deelde niet mee in de prijs, volgens velen onterecht. Haar boek Beta Decay (1965) is nog steeds een standaardwerk voor kernfysici.

## Herdenking
De Chinese Academy of Sciences vernoemde in 1990 een planetoïde naar Wu Chien-shiung: de Wu Jianxiong Xing. In 1995 richtten vier Taiwanees/Chinese Nobelprijswinnaars (Tsung-Dao Lee, Chen Ning Yang, Samuel Ting, en Yuan Lee) de Wu Chien-Shiung Education Foundation op in Taiwan, om beurzen te geven aan jonge wetenschappers.
Wu overleed in 1997 in Manhattan aan een beroerte. Haar as werd begraven in de Mingde Senior High School (de opvolger van de Mingde Women's School). Haar man, die in 2003 overleed, is naast haar begraven. De grafsteen is gegraveerd met kalligrafie van Tsung-Dao Lee en Chen Ning Yang (voor Wu), en Samuel Ting en Yuan T. Lee (voor Yuan).
Op 1 juni 2002 werd een bronzen beeld van Wu opgericht op de campus van Mingde Senior High School.

## Naam
Chien-Shiungs Wu generatienaam, Chien, is hetzelfde als die van haar broers, en geen typische vrouwennaam. Bovendien betekent Shiung, haar persoonlijke naam, 'held, overwinnaar'. Vandaar dat veel Chinezen die haar naam voor het eerst horen in eerste instantie aannemen dat Wu een man was.